# Bangerz
Bangerz is het vierde studioalbum van de Amerikaanse zangeres Miley Cyrus. Het album kwam in Nederland uit op 4 oktober 2013 en in Amerika en verschillende andere landen op 8 oktober 2013. Dit is haar eerste album dat ze via RCA Records heeft uitgebracht.
Het album was binnen een week 273.000 keer verkocht in de Verenigde Staten, wat meer is dan bij haar vorige album Can't Be Tamed in de eerste week. Hiermee heeft Cyrus haar vijfde nummer 1-album gehad.
De eerste single van het album was We Can't Stop, dat uitkwam op 3 juni 2013. De tweede single Wrecking Ball kwam uit op 25 augustus 2013, waarmee ze haar eerste nummer 1-hit had.
Cyrus ging om het album te promoten op de Bangerz Tour.

## Tracklist
| 1.                       | Adore You                            | Stacy Barthe & Oren Yoel | Yoel                                          | 4:38 |
| 2.                       | We Can't Stop                        | Miley Cyrus, Michael L., Williams II, Pierre Ramon Slaughter, Timothy Thomas, Theron Thomas, Douglas David, Ricky Walters               | Mike Will Made-It, P-Nasty, Rock City         | 3:51 |
| 3.                       | SMS (Bangerz) (feat. Britney Spears) | Miley Cyrus, Michael L. Williams II, Marquel Middlebrooks, Sean Garret                                                                  | Mike Will Made-It & Marz                      | 2:49 |
| 4.                       | 4x4 (feat. Nelly)                    | Miley Cyrus, Pharrell Williams, Cornell Hayes Jr.                                                                                       | Pharrell Williams                             | 3:11 |
| 5.                       | My Darlin' (feat. Future)            | Miley Cyrus, Michael L. Williams II, Pierre Ramon Slaughter, Nayvadius Wilburn, Jeremih Felton, Jerry Leiber, Mike Stoller, Ben E. King | Mike Will Made-It, P-Nasty, Tyler Sam Johnson | 4:03 |
| 6.                       | Wrecking Ball                        | Maureen "Mozella" McDonald, Lukasz Gottwald, Stephan Moccio, Sacha Skarbek, Henry Walter                                                | Dr. Luke & Cirkut                             | 3:41 |
| 7.                       | Love Money Party (feat. Big Sean)    | Miley Cyrus, Michael L. Williams II, Marquel Middlebrooks, Sean Anderson, Sean Garret                                                   | Mike Will Made-It & Marz                      | 3:39 |
| 8.                       | 1. GETITRIGHT                        | Pharrell Williams | Pharrell Williams                             | 4:24 |
| 9.                       | Drive                                | Miley Cyrus, Michael L. Williams II, Pierre Ramon Slaughter, Samuel Jean                                                                | Mike Will Made-It & P-Nasty                   | 4:15 |
| 10.                      | FU (feat. French Montana)            | Miley Cyrus, Maureen "Mozella" McDonald, Karim Kharbouch, Rami Samir Afuni                                                              | Afuni                                         | 3:51 |
| 11.                      | Do My Thang                          | Miley Cyrus, William Adams, Michael McHenry, Ryan "DJ Replay" Buendia, Kyle Edwards, Jean Baptiste                                      | Michael McHenry, Kyle Edwards, Will.I.Am      | 3:45 |
| 12.                      | Maybe You're Right                   | Miley Cyrus, Michael L. Williams II, Pierre Ramon Slaughter, Camaron Ochs, John Shanks, Tyler Sam Johnson                               | Mike Will Made-It & P-Nasty                   | 3:33 |
| 13.                      | Someone Else                         | Miley Cyrus, Michael L. Williams II, Pierre Ramon Slaughter, Timothy Thomas, Theron Thomas, Maureen "Mozella" McDonald                  | Mike Will Made-It & P-Nasty                   | 4:48 |
| Totale duur: Duur: 50:28 |                                      | |                                               |      |

| 14.                             | Rooting for My Baby               | Miley Cyrus, Pharrell Williams                                                                             | Pharrell Williams           | 3:20 |
| 15.                             | On My Own                         | Pharrell Williams                                                                                          | Pharrell Williams           | 3:52 |
| 16.                             | Hands in the Air (feat. Ludacris) | Miley Cyrus, Michael L. Williams II, Pierre Ramon Slaughter, Samuel Jean, Asia Bryant, Christopher Bridges | Mike Will Made-It & P-Nasty | 3:22 |
| Totale duur: Totale duur: 61:02 |                                   | |                             |      |